# Niva Morávky
Niva Morávky je přírodní památka ve správním území obcí Dobrá, Skalice a Nošovice v okrese Frýdek-Místek. Nachází se na toku řeky Morávky (přítok řeky Ostravice v povodí Odry) a jejím blízkém okolí, v Podbeskydské pahorkatině.

## Historie
Přírodní památka Niva Morávky byla zřízena dne 12. července 2013 nařízením Moravskoslezského kraje za účelem ochrany cenného úseku alpínského biotopu toku Morávky (přesněji biotopu Alpínské řeky).

## Přírodní poměry
Přírodní památka má plošnou výměru 74,57 ha, nachází se v katastrálních územích Dobrá u Frýdku‑Místku, Nošovice a Skalice. Místo leží v nadmořské výšce 300 až 336 m, je charakteristické říčními štěrkovými náplavy, zajímavými přírodními společenstvy a doprovodnými jasanovo-olšovými lužními lesy temperátního pásu a boreálního pásu Evropy a také dubohabřinami. Vyskytují se zde také chráněné rostliny a živočichové. Místo přesahuje svým významem Moravskoslezský kraj a tak je společně s přírodní památkou Profil Morávky, národní přírodní památkou Skalická Morávka a s kopci Vrchy a Skalická Strážnice, součástí Evropsky významné lokality Niva Morávky. Přírodní zvláštností je židoviník německý, což je druh tamaryšku rostoucí na štěrkových náplavech.

### Flóra
Flóru tvoří zejména jasanovo-olšové luhy, dubohabřiny a štěrkové náplavy s pionýrskými druhy. Významné a chráněné druhy zahrnují židovník německý (Myricaria germanica), přesličku různobarvou (Hippochaete variegata), přesličku zimní (Hippochaete hyemalis) a třtinu pobřežní (Calamagrostis pseudophragmites). Mezi zajímavé dřeviny patří rovněž vrba šedá (Salix elaeagnos) a vrba lýkovcová (Salix daphnoides), které jsou vázány na štěrkové náplavy.

### Fauna
Území je domovem řady druhů vážek s vysokou bioindikační hodnotou. Mezi zajímavé druhy patří šídlo rákosní (Aeshna affinis) a klínatka rohatá (Onychogomphus forcipatus). Z brouků zde byl zaznamenán například větevníček bělavý (Platystomos albinus) či svižník zvrhlý (Cicindela hybrida).

## Přístup
Přírodní památka je celoročně volně přístupná a leží na trase naučného okruhu Dobrá.

## Galerie

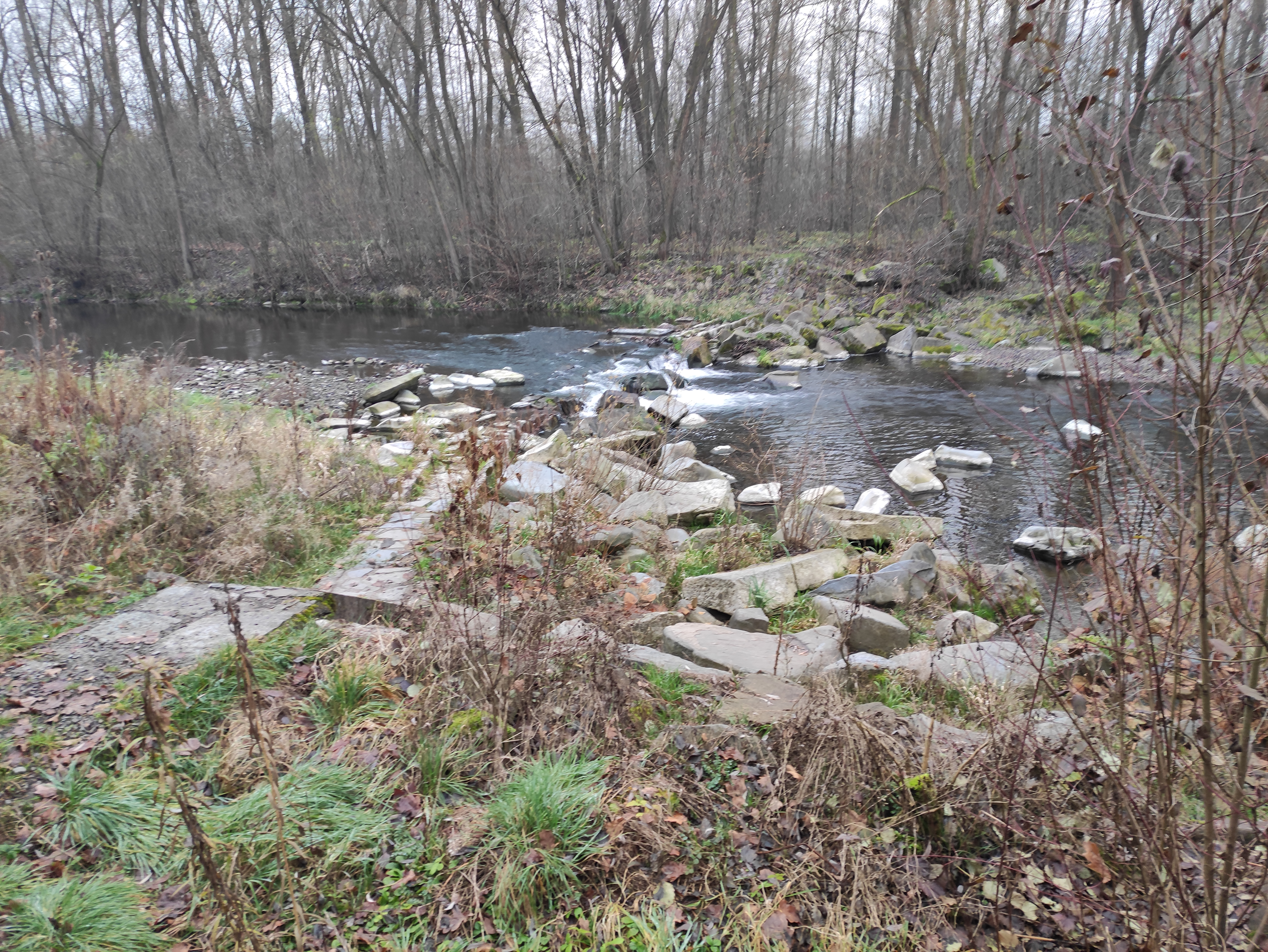
Řeka Morávka
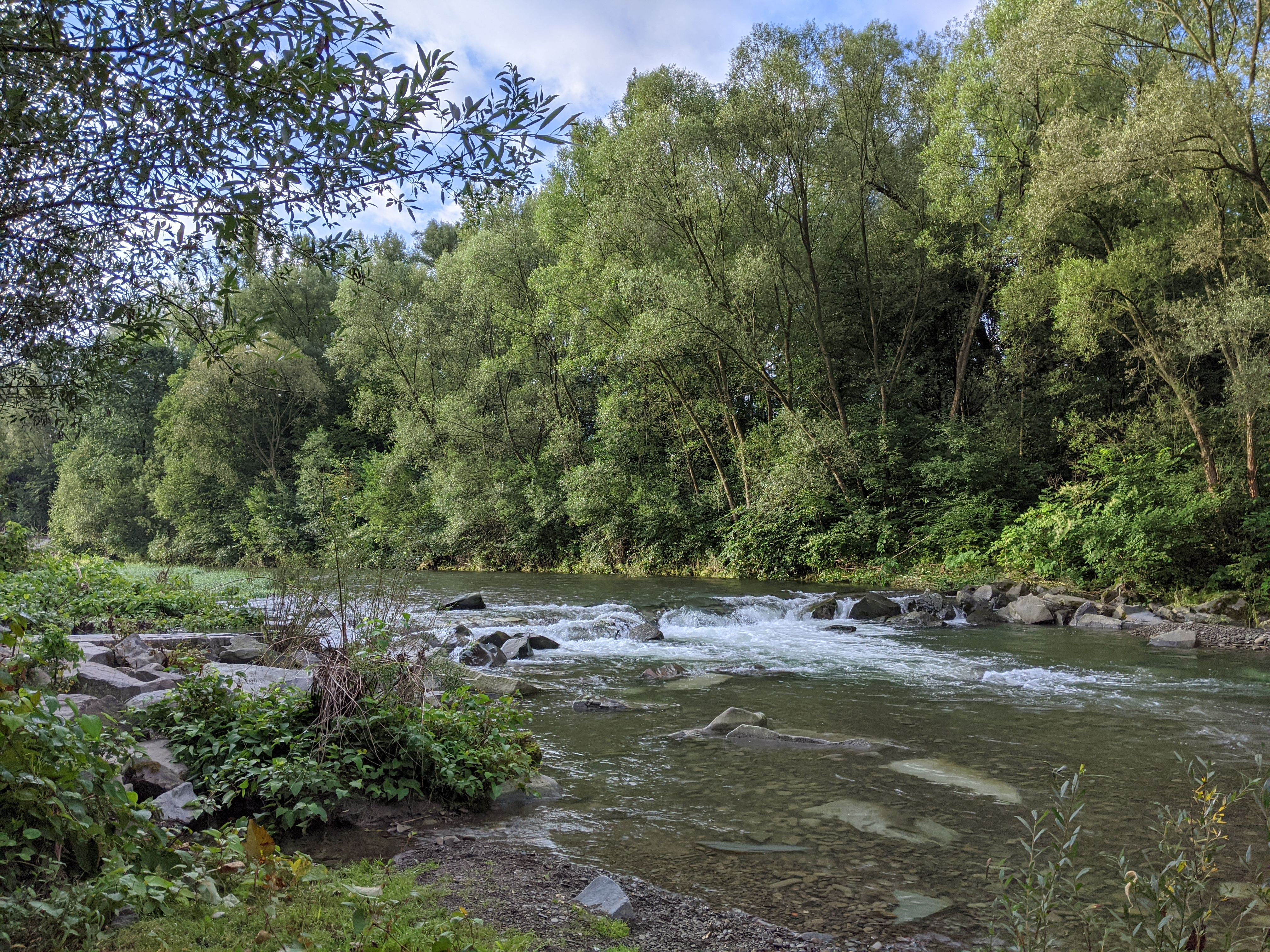
Řeka Morávka
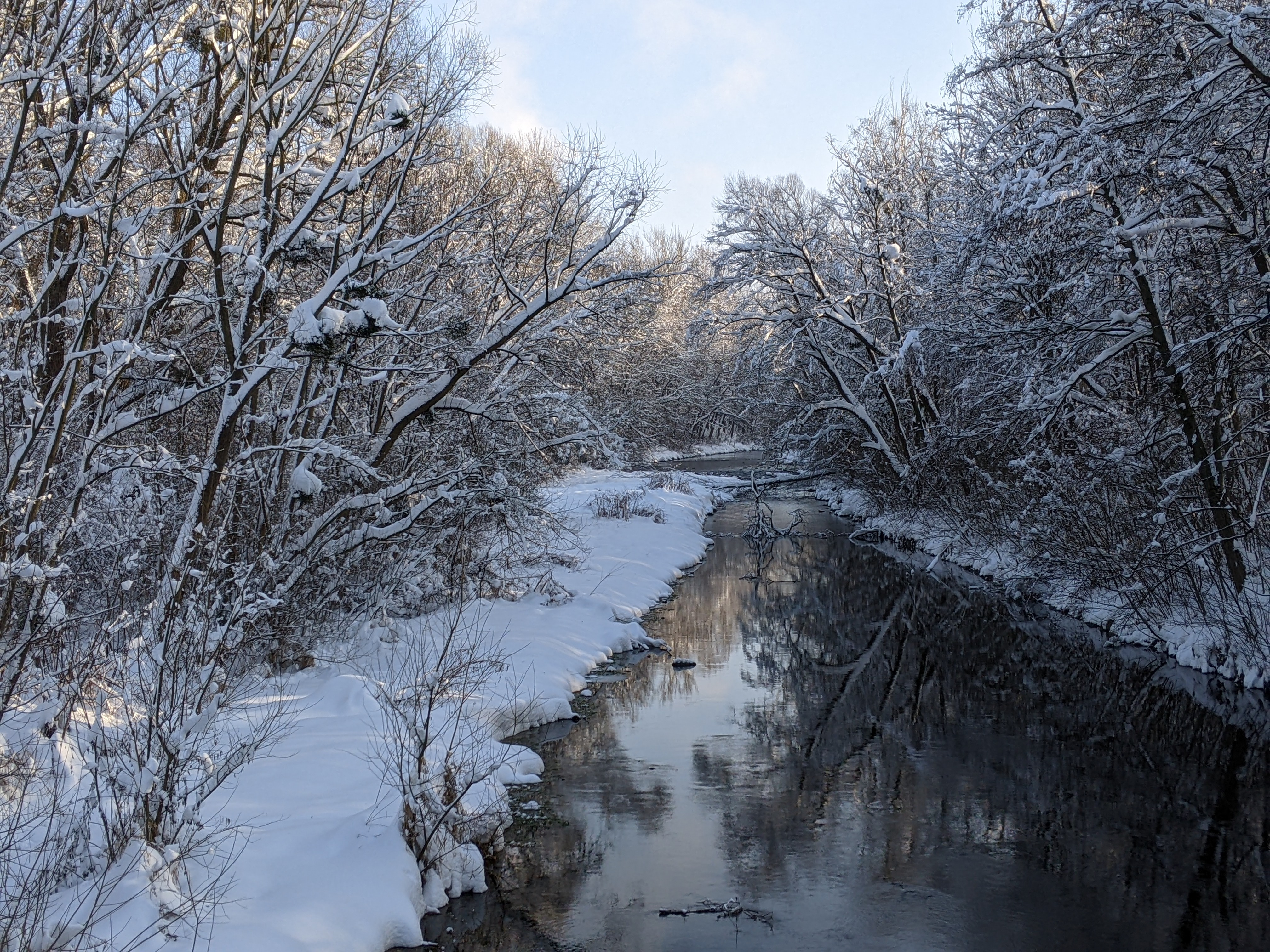
Řeka Morávka